# Jean Dolabella
Jean Dolabella (né le 14 mai 1978) est un batteur brésilien de thrash metal. Il a notamment joué durant 5 ans avec Sepultura. Il fait maintenant partie du groupe de rock stoner Ego Kill Talent.